# Izakaya

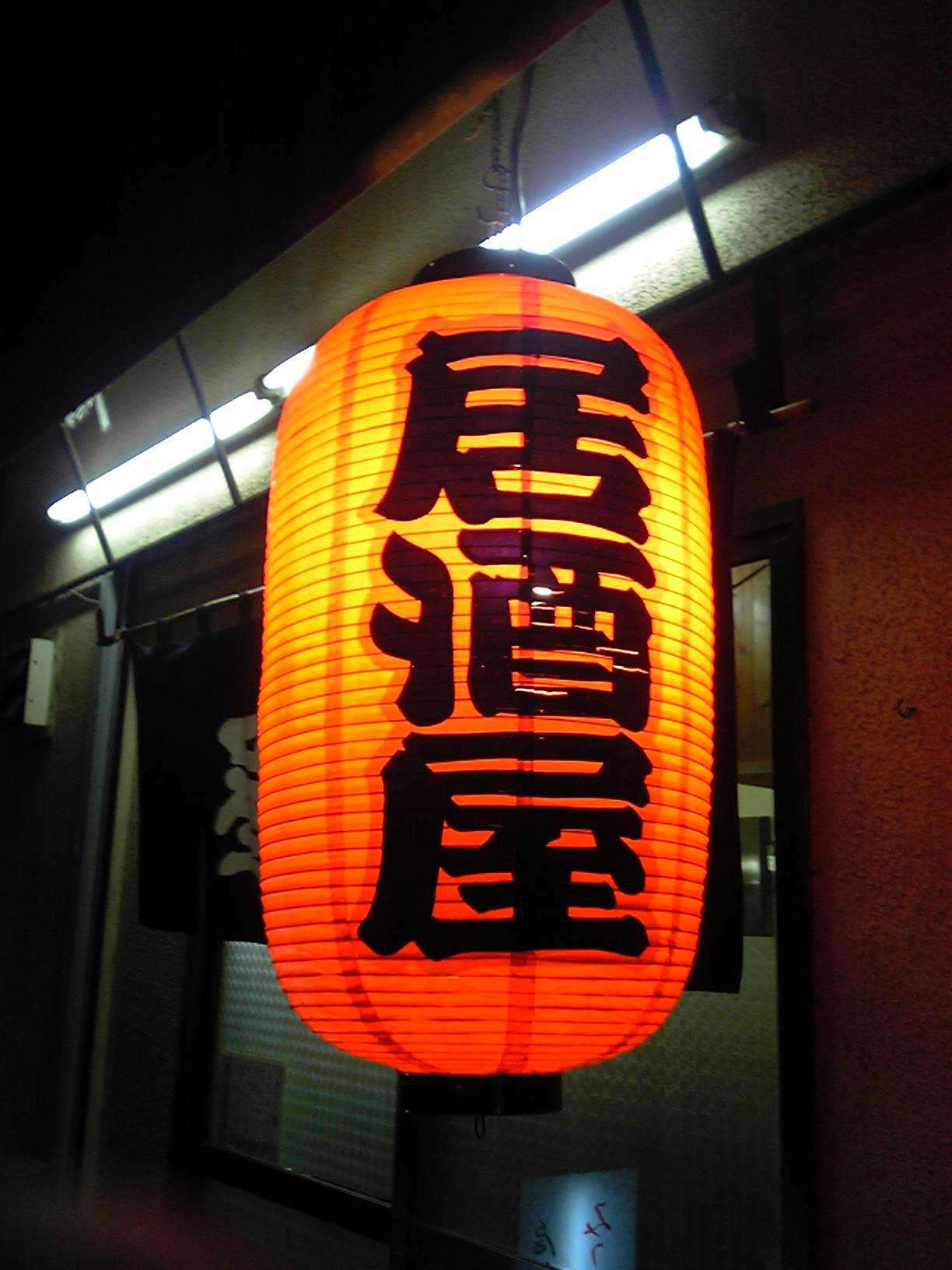
Lámpara Akachōchin en la puerta de un izakaya, se puede leer "izakaya".

Un izakaya (居酒屋?) es un típico bar o restaurante japonés, que además pueden encontrarse en las ciudades más cosmopolitas del mundo. Son muy populares en Japón para tomar algo después del trabajo. En una izakaya se sirven tanto comidas como bebidas; en la mayoría de ellas hay disponibles mesas y sillas al estilo occidental, y también zonas y habitaciones privadas con suelo de tatami al estilo japonés tradicional.

## Etimología
El nombre izakaya está compuesto de las palabras i (居?) y sakaya (酒屋?), tienda de sake). Para diferenciarlo de su yuxtapuesto tachinomiya (bares en los que se suele estar de pie: tachi, "estar de pie" + nomi, "bebiendo" + ya, "tienda"), una licorería donde se vende sake y los clientes beben en la misma.

## Tipos
Los izakaya eran tradicionalmente lugares con los pies en la tierra donde los hombres bebían sake y cerveza después del trabajo. Sin embargo, es más probable que los clientes de izakaya modernos incluyan mujeres y estudiantes independientes. Muchos izakaya hoy en día atienden a una clientela más diversa al ofrecer cócteles y vinos, así como un interior sofisticado. Los izakaya de cadena suelen ser grandes y ofrecen una amplia selección de comida y bebida, lo que les permite organizar fiestas grandes, a veces ruidosas. Watami, Shoya, Shirokiya, Tsubohachi y Murasaki son algunas cadenas muy conocidas en Japón.

Generalmente, la manera más habitual de comer y beber en una izakaya consiste en ir pidiendo distintos platos que se comparten entre los comensales. Este es quizás el concepto más importante que diferencia a una izakaya de otros locales: la comida se sirve en raciones no muy grandes, y siempre pensada para compartir y no como platos individuales. Por eso lo habitual es comer muchas cosas, mientras se consumen diversas bebidas alcohólicas.
Otros de los modos para comer se conocen por nomihodai/tabehodai (bebe todo lo que puedas, come todo lo que puedas). Lo más usual es encontrarlos en izakayas grandes, especialmente en aquellos que forman parte de una franquicia o cadena. Es un sistema parecido al de un bufé, donde cada uno de los clientes paga un precio fijado. Y durante dos o tres horas, cada cliente puede pedir cuanta comida y bebida desee, a elegir de un menú especial, mientras los camareros no paran de llevar botellas de cerveza y comida a la mesa. En las izakaya más tradicionales o pequeños los platos y las bebidas se pagan de forma individual, pagando al final de la comida.
Es normal que, al sentarse a la mesa, le ofrezcan un oshibori para limpiarse las manos, al igual que muchos otros restaurantes japoneses, y a continuación le sirvan un aperitivo. La cantidad suele ser normalmente más grande que las tapas españolas.

### Akachōchin
Los izakaya a menudo se les llama 'akachōchin' ("linterna roja"), debido a las tradicionales lámparas de papel rojas que solían encontrarse a la entrada, aunque recientemente ya no se encuentran en muchas de ellas.  Hoy en día, el término generalmente se refiere a pequeños izakaya que no son cadenas. Algunas empresas no relacionadas que no son izakaya también muestran a veces linternas rojas.

### Cosplay
Cosplay izakaya se hizo popular en la década del 2000. El personal viste disfraces y atiende a los clientes. En algunos establecimientos se realizan espectáculos. Los disfraces incluyen los de mayordomos y sirvientas.

### Oden-ya
Los establecimientos que se especializan en oden se llaman oden-ya. Suelen adoptar la forma de puestos callejeros con asientos y son populares en invierno.

### Robatayaki

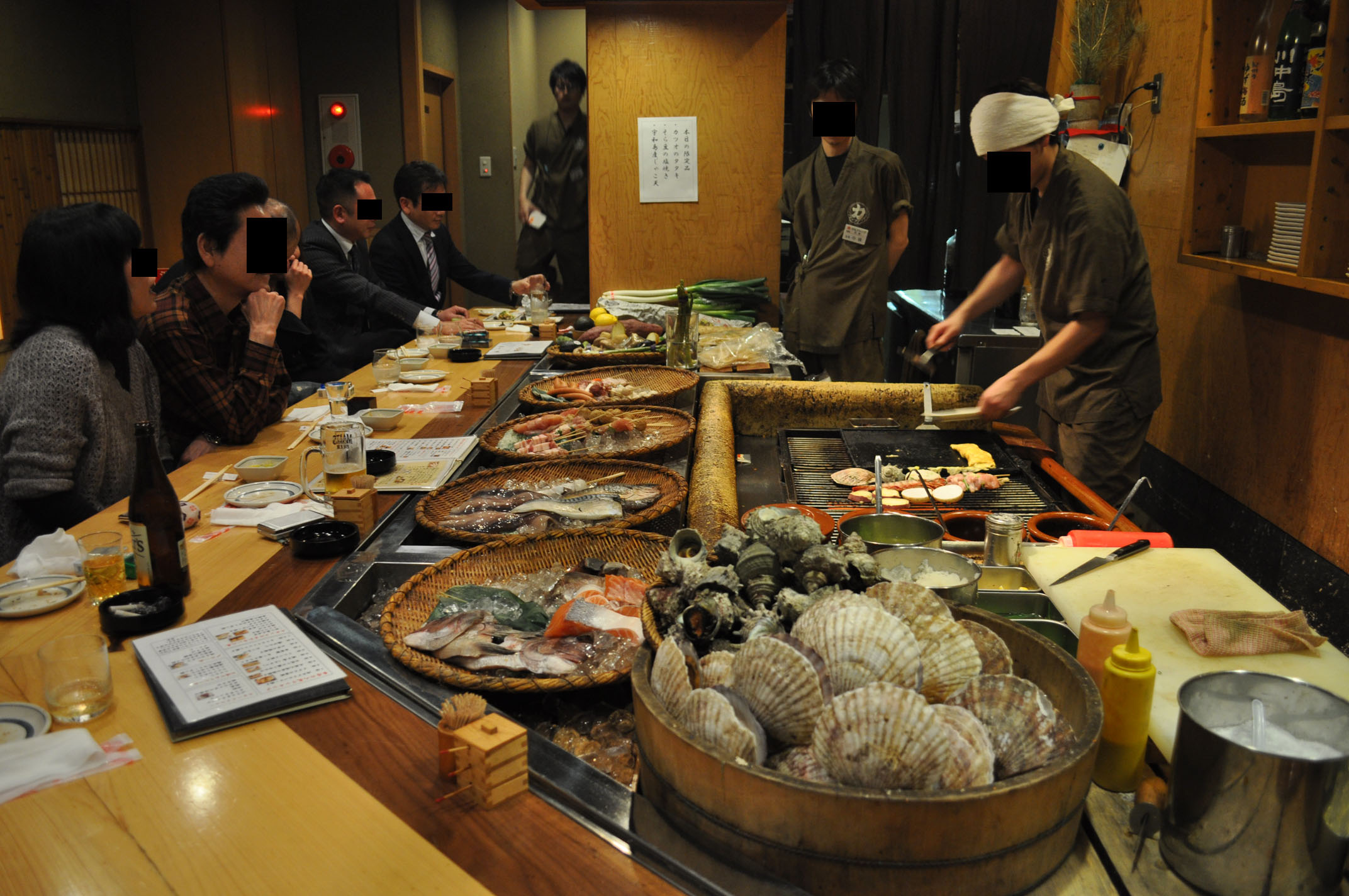
Un izakaya del tipo Robatayaki.

Robatayaki son lugares en los que los clientes se sientan alrededor de una cocina abierta en la que los chefs asan mariscos y verduras. Los ingredientes frescos se muestran para que los clientes los señalen cuando quieran hacer un pedido.

### Yakitori-ya
Yakitori-ya se especializa en yakitori, brochetas de pollo a la parrilla. Las brochetas de pollo a menudo se asan a la parrilla frente a los clientes.

## Ubicaciones principales
En Vancouver, Columbia Británica (Canadá), los izakaya se han hecho muy populares debido a la gran población asiática presente como estudiantes de intercambio japoneses, aparte de la habitual clientela de los restaurantes asiáticos. Su popularidad se debe a una reciente tendencia de combinar tapas con una mezcla explosiva de sushi y restaurante japonés. Existen un importante número de izakayas japoneses y coreanos en el centro de Vancouver, como Guu y Hapa Izakaya.